# Vélez Sarsfield (ö i Antarktis)
Vélez Sarsfield är en ö i Antarktis. Den ligger i havet utanför Västantarktis. Argentina, Chile och Storbritannien gör anspråk på området.